# 12 Dywizjon Artylerii Rakietowej
12 dywizjon artylerii rakietowej (12 dar) – pododdział artylerii rakietowej Wojska Polskiego,
Dywizjon został sformowany w 1952 roku, w garnizonie Gubin-Komorów, w składzie 19 Dywizji Zmechanizowanej, według etatu Nr 5/88 o stanie 197 wojskowych i 3 pracowników kontraktowych.
W grudniu 1952 roku pododdział został przeformowany na etat Nr 5/110 o zredukowanym stanie 155 żołnierzy i 2 pracowników cywilnych. We wrześniu 1955 roku jednostka została przeformowana na etat Nr 5/183 o stanie 142 wojskowych i 3 pracowników wojska oraz podporządkowana dowódcy 19 Dywizji Pancernej, która w następnym roku została przemianowana na 5 Dywizję Pancerną.
W latach 60. XX w. przeszedł w podporządkowanie 4 Dywizji Zmechanizowanej.

## Dowódcy dywizjonu
- mjr Leon Szpak (był w 1956)[3]